# Skarbek

Das Wappen Abdank (auch Syrokomla genannt) der Familie Skarbek

Skarbek (weibliche Namensform Skarbka) ist der Name eines polnischen Uradelgeschlechts, das im 11. Jahrhundert erwähnt wurde.
Der Stammvater der Skarbek war Michael Skarbek aus Góra. Jakob Skarbek bewährte sich unter dem Familienwappen Abdank, auch Syrokomla genannt, in der Schlacht bei Grunwald und brachte dadurch dem Adelsgeschlecht mehr Einfluss in Polen-Litauen. Das Adelsgeschlecht brachte auch einen gräflichen Zweig hervor, der noch existiert. Das Adelsgeschlecht besaß zahlreiche Güter in Polen, unter anderem die Ortschaft Żelazowa Wola, den Geburtsort von Frédéric Chopin, bei Warschau und nahm zur Zeit der polnisch-litauischen Adelsrepublik Beamtenposten wie den des Starost, Kastellan oder des Woiwoden ein. 
Skarbek bedeutet etwa Schätzchen, kann aber auch als Hüter des Schatzes oder Schatzmeister gedeutet werden. 

## Namensträger
- Graf Stanisław Skarbek, Militär
- Graf Fryderyk Skarbek (1792–1866), Schriftsteller, Lehrstuhl für Wirtschaftspolitik
- Andrzej Alojzy Ankwicz de Skarbek-Posławice (1777–1838), Erzbischof von Lemberg und von Prag.
- Krystyna Skarbek (1908–1952), Agentin im Zweiten Weltkrieg